# Droit inaliénable
Un droit inaliénable est un droit directement attaché à la personne en raison même de ce qu'elle est ; un droit inaliénable est un droit inhérent à un individu du seul fait de ce qu'il est et donc du fait de sa condition humaine. Mais il existe aussi des droits inaliénables rattachés à une personne en raison de ses qualités ou encore de la position qu'elle occupe dans la société. Une personne ne peut donc pas se séparer de ses droits inaliénables même si elle le souhaite. À l'inverse, un droit qui peut être cédé, transféré ou vendu est un droit aliénable.
Par exemple, une personne ne peut pas renoncer à sa liberté au profit d'une autre personne (esclavage), c'est un droit inaliénable. Les droits humains sont des droits inaliénables et sont rassemblés dans la Déclaration universelle des droits humains (DUDH). Par contre, une personne peut transférer ou vendre son droit de propriété, il s'agit d'un droit aliénable. Certaines exceptions existent toutefois. Ainsi, le droit à la liberté peut être limité pour une personne reconnue coupable de crimes par un tribunal.

## Définition
David Ellerman définit le droit inaliénable comme ceci : c'est un droit qui s'attache à un individu en raison de ce qu'il satisfait à une qualité donnée ou de ce qu'il exerce un rôle fonctionnel donné. Ainsi les droits fondamentaux de l'Homme s'attachent à tout individu en sa qualité d'être humain. De même les droits politiques s'attachent aux individus auxquels la Loi reconnaît le rôle fonctionnel de citoyens. Un droit inaliénable est in-transférable : il ne peut être acheté ni vendu. S'il était transférable, l'acquéreur ne pourrait en user s'il n'a pas la qualité exigée et n'aurait aucune raison de l'acheter s'il a déjà cette qualité exigée.
De même, David Ellerman définit le droit aliénable comme ceci : c'est un droit qui s'attache à un individu sans qu'il soit nécessaire que cet individu satisfasse à une qualité quelconque. Un tel droit est transférable : il peut être acquis des mains d'un premier détenteur et être éventuellement revendu ultérieurement. L'exemple le plus classique est le droit de propriété sur un bien.
- Un droit inaliénable s'éteint automatiquement au décès de son détenteur pour la simple raison que s'éteint également la qualité en raison de laquelle ce droit était détenu. Par contre, un droit aliénable ne s'éteint pas au décès de son détenteur : il est automatiquement transféré à ses héritiers.
- Le droit de vote que l'on détient en tant que citoyen, travailleur syndiqué ou coopérateur est un droit inaliénable tandis que le droit de vote détenu par l'actionnaire d'une entreprise capitaliste est un droit aliénable.
- Un droit inaliénable n'est pas un droit qui requiert le consentement de son détenteur pour être aliéné ; c'est un droit qui ne peut pas du tout être aliéné, même si le détenteur de ce droit y consent. Il en résulte, d'après Ellerman « un problème majeur dans la théorie de John Rawls et dans l'ensemble de la philosophie libérale ou contractuelle d'aujourd'hui ».

## La philosophie des droits inaliénables
La philosophie des droits inaliénables tente d’examiner le fondement de la notion de droits inaliénables et examine sa justification et son contenu. Les philosophies les plus largement acceptées concernant les droits inaliénables attachent ces derniers aux droits universels et à la loi naturelle. Cependant, d'autres théories affirment que les droits inaliénables codifient le comportement moral général sculpté comme un produit social de l'être humain développé par un processus d'évolution sociale et biologique.
Indépendamment de l'approche, ces philosophies examinent la notion générale que les êtres humains dans une société donnée acceptent et se comportent en se basant sur des règles et des institutions légitimes, à la suite de cela ils trouvent en échange des avantages économiques et de sécurité.
Les deux théories principales qui dominent les discussions contemporaines sur les droits inaliénables sont la théorie de la volonté et la théorie de l'intérêt. La théorie de la volonté tente d'établir la validité des droits inaliénables fondés sur la capacité humaine et de liberté alors que la théorie de l'intérêt prétend que la fonction principale des droits inaliénables est de promouvoir et protéger certains intérêts humains qui sont indispensables.

## Droit par pays

### Canada

#### Droit civil québécois
En droit civil québécois, un droit sur un bien peut faire l'objet de stipulations d'inaliénabilité. Ces stipulations d'inaliénabilité sont régies par les articles 1212 à 1217 du Code civil du Québec.
En ce qui concerne les droits de la personnalité, l'article 3 al. 2 C.c.Q. dispose qu'ils sont incessibles.

#### Droit public québécois
Selon l'auteur Pierre Labrecque des juristes de l'État, il existe un principe d'aliénabilité  (et non d'inaliénabilité) des biens de l'État, qui fait en sorte qu'« au fil des ans, s’est développé sur le territoire du Québec
un régime de concession de droits restreints concernant l’utilisation et l’exploitation des ressources du domaine public, cette approche se voulant, à certains égards, une solution alternative à la politique traditionnelle de concession des biens publics en pleine propriété. L’État entendait, en plusieurs circonstances, conserver son titre de propriété tout en favorisant la cession de certains droits d’utilisation ou d’exploitation qui constituent, pour le cessionnaire, des droits sui generis qui ne trouvent pas totalement leur équivalent en droit civil ».

#### Droit constitutionnel canadien
En droit constitutionnel canadien, la règle la plus fondamentale est que le Parlement est souverain (la souveraineté parlementaire). En 1982, le Parlement a adopté la Loi constitutionnelle de 1982, laquelle comprend la Charte canadienne des droits et libertés, qui inclut la plupart des droits de l'homme prévus au Pacte international relatif aux droits civils et politiques. Or, dans la Charte canadienne des droits et libertés, l'article 33 de la Charte est une clause dérogatoire qui énonce que le Parlement peut déroger à la très grande majorité des droits de la Charte, sauf ceux qui ne sont pas aux articles 2 et 7 à 15 de la Charte. La très grande majorité des droits de la Constitution du Canada ne sont donc pas inaliénables car une simple majorité parlementaire suffit pour les écarter pour des périodes de 5 ans au moyen d'une loi spéciale. Il existe par contre quelques rares droits de la Charte dont il est impossible de déroger au moyen de la clause dérogatoire, notamment le droit de vote et le droit d'entrer et de sortir du pays.

### France
En droit français, les droits de l'homme et les biens du Domaine public en droit public français sont inaliénables.

#### Les biens du domaine public
« Les biens des personnes publiques mentionnées à l'article L. 1, qui relèvent du domaine public, sont inaliénables et imprescriptibles »
— Article L.3111-1 du Code général de la propriété des personnes publiques sur Légifrance.
L'inaliénabilité du domaine public interdit toutes les formes de cession de ses dépendances qui n'ont pas fait l'objet d'une mesure de déclassement. De telles aliénations sont nulles ainsi le reconnaissent la jurisprudence civile comme la jurisprudence administrative. Les acquéreurs, même de bonne foi sont soumis à restitution du bien et l'administration devra en rembourser le prix.
Pendant longtemps la Cour de cassation a considéré que la nullité d'une cession effectuée au mépris de la règle d'inamovibilité n'était que relative au motif que l'inaliénabilité constituait seulement une règle protectrice de la collectivité propriétaire qui pourrait donc seule s'en prévaloir. Cette position était critiquée par la doctrine dans la mesure où le principe d'inaliénabilité ne protège pas seulement la collectivité propriétaire, mais aussi et surtout l'affectation du bien à l'intérêt général. Or, la référence à la protection de l'intérêt général est le critère habituel des nullités absolues. De surcroît, la Cour de cassation rejoignant sur ce point la position du Conseil d'État a abandonné sa jurisprudence traditionnelle dans un arrêt du 3 mai 1988 en décidant que « toute personne est fondée à invoquer la règle de l'inaliénabilité du domaine public, lorsque cette règle est nécessaire à la défense de ses droits ». La règle d'inaliénabilité interdit les aliénations forcées des dépendances domaniales au même titre que les aliénations volontaires.

#### Les Droits de l'homme
Au cours des siècles, de nombreux philosophes ont été intéressés par les droits de l'homme dans leurs écrits comme John Locke, un philosophe anglais au XVIIe siècle qui a discuté des droits naturels dans son travail, les identifiant comme étant « la vie, la liberté, et la succession (propriété) », et a plaidé que ces droits fondamentaux ne pouvaient pas être cédés dans le contrat social.
Depuis le XXe siècle, de nombreuses organisations et institutions internationales se sont consacrées à la protection de ces droits et à la répression de leurs violations.
La déclaration des droits de l'homme et du citoyen de 1789 évoque dans son préambule « les droits naturels, inaliénables et sacrés de l'Homme ». Elle précise dans son article 2 que « Le but de toute association politique est la conservation des droits naturels et imprescriptibles de l'Homme. Ces droits sont la liberté, la propriété, la sûreté, et la résistance à l'oppression ».